# Митохондријски геном
Митохондријски геном (митохондријска ДНК, скраћено mtДНК или mДНК) је ДНК у митохондријама чија је укупна количина далеко мања од количине једарне ДНК, али није занемарљива зато што садржи гене важне за функционисање ћелије. Данас је познато више наследних митохондријских болести чији узрок је мутација гена на mtДНК. 
То је посебна врста ДНК слична прокариотској и по облику и по особинама неких кодона. Има способност репликације независно од репликације једарне ДНК, а и митохондрије се деле независно од деобе саме ћелије. 
На mtДНК налазе се гени који одређују синтезу 37 протеина које митохондрије користе за сопствене функције, а остале протеине узимају из цитоплазме. Приликом оплођења сперматозоид поред једра у јајну ћелију уноси и своје митохондрије али је њихов број далеко мањи од оног у цитоплазми јајне ћелије (код миша је тај однос 75 : 100 000). Тако се практично гени смештени на mtДНК наслеђују само од мајке. Пошто се репликују независно од деобе ћелије онда се неједнако распоређују у кћерке ћелије после деобе. Ако геном посматрамо, укључујући и mtДНК, као збир хромозомских и митохондријских гена онда у свим ћелијама постоји мозаицизам.